# セントジュード小児研究病院
セント・ジュード小児研究病院（ - しょうにけんきゅうびょういん、St. Jude Children's Research Hospital）は、テネシー州メンフィスに本部を置く小児治療および研究病院である。1962年にエンターテイナーのダニー・トーマスによって設立され、501(c)(3) に指定された非営利医療法人であり、小児の重篤な疾患、特に白血病やその他のがんに焦点を当てている。2021年には、セント・ジュードは20億ドルの寄付を受け取った。1日の運営費は平均170万ドルだが、患者に治療費が請求されることはない。セント・ジュードはがんに関連する費用の一部を負担するが、すべてではない。セント・ジュードは21歳までの患者を治療し、特定の疾患については25歳までの患者も対象としている。

## 歴史
セント・ジュード小児研究病院は、1962年にエンターテイナーのダニー・トーマスによって、9,000人の観衆の前で設立された。設立には、レミュエル・ディッグスや、トーマスのマイアミの親友で自動車販売業者のアンソニー・エイブラハムの協力があった。病院は「どんな子どもも人生の夜明けに命を落とすべきではない」という理念のもとに設立された 。この考えは、トーマスが病院設立の数年前に、聖人に対して立てた誓いに由来している。トーマスはマロン派カトリック教徒であった。
トーマスは、一向に成功の機会を得られず、収入も不安定なコメディアンであった。一人目の子どもが生まれようとしていたとき、彼はデトロイトでミサに参列し、財布の中にあった7ドル（2024年の価値で153ドル）を献金箱にすべて入れた。 彼は聖ユダ・タダイに対し、家族を養う手段を得られるよう執り成しを願い祈った。すると約1週間後、献金額の10倍の報酬を得られる仕事を獲得した。トーマスは、もし聖ユダ・タダイが自分の成功のために取り成してくれたならば、その聖人のために聖堂を建てると誓った。
数年後、トーマスはコメディアンとして成功し、誓いを果たすためにセント・ジュード小児研究病院を聖ユダ・タダイに捧げる聖堂として設立した。 病院の所在地としてメンフィスが選ばれたのは、テネシー州出身のカトリック枢機卿サミュエル・ストリッチの提案によるものだった。ストリッチは、トーマスの少年時代にオハイオ州トレドで彼の堅信式を司式して以来、トーマスの霊的助言者であった。
セント・ジュードへの寄付の一部は政府助成金や保険の回収によるものだが、主要な資金源はアメリカ・レバノン・シリア友愛慈善協会（ALSAC） である。ALSACは、1957年にダニー・トーマスによって設立された準独立組織であり、主にセント・ジュードのための資金調達と認知度向上を目的としている。 ALSACは、企業や個人などの独立した資金源から主に寄付を集めている。
ダニー・トーマスの娘であるマーロ・トーマスは、幼い頃からセント・ジュード小児研究病院の使命を支え続け、1991年には全国広報ディレクターに就任した。
2007年、レストランチェーンのチリズ（Chili’s）は、5,000万ドルを寄付し、7階建ての「チリズ・ケア・センター」の建設を支援することを約束した。この施設は34万平方フィート（約32,000㎡）の面積を誇り、以下の設備を備えている。
- 放射線診療部門
- 小児脳腫瘍コンソーシアム（The Pediatric Brain Tumor Consortium）
- 2フロア分の外来診療クリニック
- 1フロア分の入院病棟および病室
- 2フロア分の研究室スペース
- 1フロア分のオフィス
- 将来の拡張に備えた未完成の階層

この寄付により、病院の診療・研究体制のさらなる充実が図られた。
2014年、病院の一部としてマーロ・トーマス・センター・フォー・グローバル・エデュケーション・アンド・コラボレーションが開設された 2017年には、セント・ジュード生物医学大学院（St. Jude Graduate School of Biomedical Sciences）が最初の博士課程（PhD）の学生を受け入れた。
2021年、スペースXの「Inspiration4」ミッション（世界初の民間宇宙飛行）は、セント・ジュード小児研究病院のために2億4,300万ドル以上の寄付を集めた。

## 病院としての機能

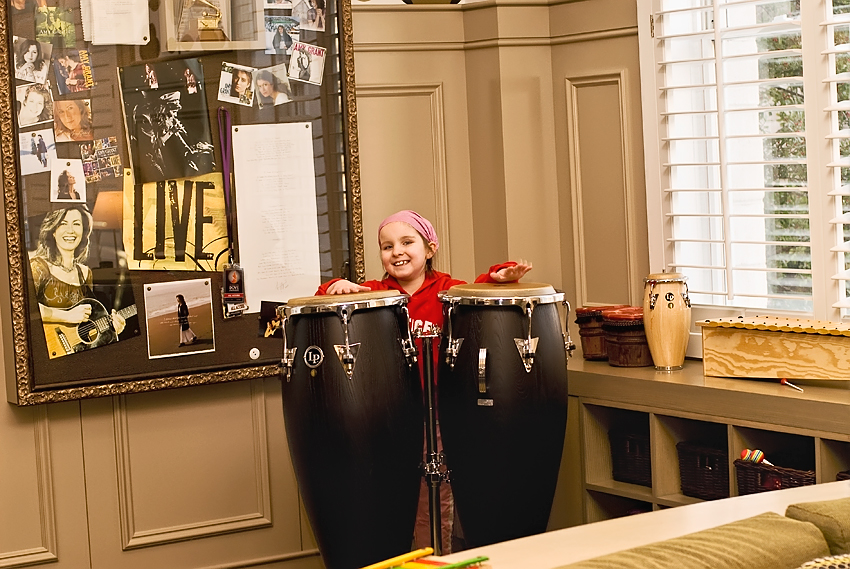
エイミー・グラント・ミュージック・ルーム（Amy Grant Music Room）でコンガを演奏する子ども。この部屋があるターゲット・ハウス（Target House）は、セント・ジュード小児研究病院が提供する宿泊施設の一つである。

セント・ジュードは、国際アウトリーチ・プログラム（International Outreach Program）を実施しており、世界中の重篤なな疾患を持つ子どもたちの生存率向上を目指している。
セント・ジュードは21歳までの患者を治療し、特定の疾患については25歳までの患者も対象としている。

## 組織構造
セント・ジュード小児研究病院の歴代ディレクターは以下の通りである。
- ドナルド・ピンケル（Donald Pinkel）：初代ディレクター（1962年～1973年）
- アルビン・マウアー（Alvin Mauer）：第2代ディレクター（1973年～1983年）
- ジョセフ・シモーネ（Joseph Simone）：第3代ディレクター（1983年～1992年）
- アーサー・W・ニーンハイス（Arthur W. Nienhuis）：CEO兼ディレクター（1993年～2004年）
- ウィリアム・E・エバンス（William E. Evans）：第5代ディレクター（2004年～2014年）
- ジェームズ・R・ダウニング（James R. Downing）：2014年7月15日よりCEO兼ディレクターに就任。[22]

2018年現在, セント・ジュード小児研究病院の科学ディレクター（Scientific Director）は、ジェームズ・I・モーガン（James I. Morgan, Ph.D）である。
セント・ジュード小児研究病院は、ダニー・トーマスの守護聖人にちなんで名付けられたものの、カトリック系の病院ではない。本病院は宗教団体には属さない医療機関である。

## 所属機関
セント・ジュード小児研究病院は、アメリカ国内の複数の機関と提携し、血液学クリニック、病院、大学などとネットワークを構築している。2023年7月時点で、国内提携クリニックの所在地は以下の通り。
- オーロラ・オブ・ザ・レイク・リージョナル・メディカルセンター（Our Lady of the Lake Regional Medical Center）－ ルイジアナ州バトンルージュ
- ノバント・ヘルス・ヘンビー小児病院（Novant Health Hemby Children's Hospital）－ ノースカロライナ州シャーロット
- ハンツビル女性・小児病院（Huntsville Hospital for Women & Children）－ アラバマ州ハンツビル
- ジョンソン・シティ・メディカルセンター（Johnson City Medical Center）－ テネシー州ジョンソンシティ
- セント・ジュード中西部提携病院（St. Jude Midwest Affiliate）、イリノイ小児病院（Children's Hospital of Illinois）－ イリノイ州ピオリア
- ルイジアナ州立大学（LSU）小児科（Louisiana State University, Department of Pediatrics）－ ルイジアナ州シュリーブポート
- マーシー小児病院（Mercy Children's Hospital）－ ミズーリ州スプリングフィールド[1]
- セント・フランシス小児病院（The Children's Hospital at Saint Francis）－ オクラホマ州タルサ

セント・ジュード小児研究病院は、メンフィス市中心部にあるル・ボヌール小児医療センター（Le Bonheur Children's Medical Center）とも連携している。セント・ジュードの患者のうち、脳外科手術など特定の処置を必要とする場合、ル・ボヌール病院で施術を受けることがある。
また、セント・ジュードとル・ボヌールはどちらも教育病院であり、テネシー大学健康科学センター（University of Tennessee Health Science Center）と提携している。
テネシー大学の医師研修生は、小児科、外科、放射線科、その他の専門分野において、セント・ジュードでローテーション研修を行う。
レバノン小児がんセンター（The Children's Cancer Center of Lebanon, CCCL）は、2002年4月12日にベイルートで設立された。このセンターはセント・ジュード小児研究病院の提携施設であり、アメリカン大学ベイルート医療センター（AUBMC）と連携して運営されている。.
テネシー州メンフィスに4億1,200万ドル規模の研究施設を設立する計画が進められている。この施設の目的の一つは、共同研究のハブとしての役割を果たすことである。。

## 資金源
セント・ジュード小児研究病院（St. Jude Children's Research Hospital）とアメリカ・レバノン・シリア友愛慈善協会（ALSAC）は、どちらも非営利団体である。
- 2000年～2005年：セント・ジュードが受け取った資金の83.7%は、病院の運営や投資に充てられた。
- 2002年～2004年：プログラム支出の47%が患者ケアに、41%が研究に充てられた。
- 2012年：寄付された1ドルのうち81セントが、研究と治療に直接使われた。
- 2019年：ALSACは19億ドルを寄付金として集め、そのうち9億7500万ドル（51%）がセント・ジュードに送られた。残りはALSACの運営費や基金に充てられ、2019年末時点でALSACの基金残高は57億ドルであった。
- 2020年：ALSACは24億ドルを調達し、そのうち20億ドル（84%）が寄付金・支援金であった。このうち9億9700万ドル（42%）がセント・ジュードに送られた。2020年末時点で、セント・ジュードの基金残高は80億3000万ドルであった。
- 病院運営：セント・ジュードの総予算の74%は寄付に依存しており、病院の運営には1日あたり約170万ドルの費用がかかる[28]。

### 慈善活動
964年1月、元大統領専用ヨットUSS ポトマック（USS Potomac）が、エルヴィス・プレスリーによって5万5,000ドルで購入された。
その後、プレスリーはこのポトマックをセント・ジュード小児研究病院に寄贈し、病院が資金調達のために売却できるようにした。

## 受賞歴
2022年、セント・ジュード小児研究病院は、U.S. News & World Reportによって全米で2番目に優れた小児がん専門病院に選ばれた。 また、**セント・ジュード小児研究病院のピーター・C・ドハーティ（Peter C. Doherty, Ph.D.）**は、ウイルスに感染した細胞を免疫系がどのように破壊するかに関する研究で、1996年のノーベル生理学・医学賞を共同受賞した。